# Goniasmatidae
De Goniasmatidae zijn een familie van uitgestorven weekdieren uit de klasse van de Gastropoda (slakken).

## Taxonomie
De volgende geslachten zijn in de familie ingedeeld:
- † Goniasma Tomlin, 1930
- † Stegocoelia Donald, 1889